# Jannik Mause
Jannik Mause (* 11. Juli 1998 in Baesweiler) ist ein deutscher Fußballspieler, der beim 1. FC Kaiserslautern unter Vertrag steht.

## Karriere

### Verein
Nach seinen Anfängen in der Jugend des SC 07/86 Setterich, des TSV Hertha Walheim und von Roda JC Kerkrade wechselte er im Sommer 2014 in die Jugendabteilung des 1. FC Köln. Für seinen Verein bestritt er 12 Spiele in der B-Junioren-Bundesliga und 28 Spiele in der A-Junioren-Bundesliga, bei denen ihm insgesamt 25 Tore gelangen. Zusätzlich kam er dort auch zu seinen ersten Einsätzen im Seniorenbereich für die zweite Mannschaft in der Regionalliga West. Im Sommer 2016 wechselte er in die Jugendabteilung des 1. FSV Mainz 05 und kam dort zu sieben Toren in 18 Ligaspielen in der A-Junioren-Bundesliga. Zur nächsten Saison wurde er in den Kader der zweiten Mannschaft in der Regionalliga Südwest aufgenommen. Nach zwei Spielzeiten wechselte er innerhalb der Liga zum TSV Steinbach Haiger. Im Sommer 2020 wechselte er in die Regionalliga West zum SV Rödinghausen. Bereits im Januar 2021 erfolgte sein ligainterner Wechsel zum FC Wegberg-Beeck. Nach fünf Toren in 17 Ligaspielen schloss er sich im Sommer 2021 dem Ligakonkurrenten Alemannia Aachen an.
Zur Saison 2023/24 wechselte er zum Drittligisten FC Ingolstadt 04. Dort kam er zu 33 Ligaeinsätzen und wurde mit 18 Toren Torschützenkönig.
Nach einem Jahr wechselte er zum 1. FC Kaiserslautern. Im Januar 2025 schloss er sich für die Rückrunde leihweise der SpVgg Greuther Fürth an.

### Nationalmannschaft
Mause bestritt in den Jahren 2014 bis 2016 insgesamt zwölf Spiele für die U17 und U18 des DFB, bei denen ihm insgesamt ein Tor gelang.

## Erfolge
Im Verein
- Hessenpokalsieger: 2020
- Bayerischer Landespokalsieger: 2024

Individuell
- Torschützenkönig der 3. Liga: 2024